# Tournoi de Singapour de rugby à sept 2004
Navigation
2002 2005
Le Tournoi de Singapour de rugby à sept 2004 (anglais : Singapore rugby sevens 2004) est la 6e étape la saison 2003-2004 du IRB Sevens World Series. Elle se déroule les 3 et 4 avril 2004 au Stade national à Singapour.
La victoire finale revient à l'équipe d'Afrique du Sud, battant en finale l'équipe d'Argentine sur le score de 24 à 19.

## Équipes participantes
Seize équipes participent au tournoi :
- Afrique du Sud
- Angleterre
- Argentine
- Australie
- Canada
- Corée du Sud
- Fidji
- France
- Hong Kong
- Japon
- Malaisie
- Nouvelle-Zélande
- Samoa
- Singapour
- Écosse
- États-Unis

## Phase de poules

### Poule A
| Rang | Pays             | J | V | N | D | Pm | Pe  | Diff | Pts |
| ---- | ---------------- | - | - | - | - | -- | --- | ---- | --- |
| 1    | Argentine        | 3 | 3 | 0 | 0 | 82 | 17  | +65  | 9   |
| 2    | Nouvelle-Zélande | 3 | 2 | 0 | 1 | 88 | 33  | +55  | 7   |
| 3    | Écosse           | 3 | 1 | 0 | 2 | 78 | 58  | +20  | 5   |
| 4    | Malaisie         | 3 | 0 | 0 | 3 | 7  | 147 | -140 | 3   |

|  | Argentine | 12 - 7 | Nouvelle-Zélande | Stade national, Singapour |
|  |           |        |                  | Stade national, Singapour |
|  |           |        |                  | Stade national, Singapour |

|  | Écosse | 54 - 0 | Malaisie | Stade national, Singapour |
|  |        |        |          | Stade national, Singapour |
|  |        |        |          | Stade national, Singapour |

|  | Argentine | 27 - 10 | Écosse | Stade national, Singapour |
|  |           |         |        | Stade national, Singapour |
|  |           |         |        | Stade national, Singapour |

|  | Nouvelle-Zélande | 50 - 7 | Malaisie | Stade national, Singapour |
|  |                  |        |          | Stade national, Singapour |
|  |                  |        |          | Stade national, Singapour |

|  | Argentine | 43 - 0 | Malaisie | Stade national, Singapour |
|  |           |        |          | Stade national, Singapour |
|  |           |        |          | Stade national, Singapour |

|  | Nouvelle-Zélande | 31 - 14 | Écosse | Stade national, Singapour |
|  |                  |         |        | Stade national, Singapour |
|  |                  |         |        | Stade national, Singapour |

### Poule B
| Rang | Pays       | J | V | N | D | Pm | Pe | Diff | Pts |
| ---- | ---------- | - | - | - | - | -- | -- | ---- | --- |
| 1    | France     | 3 | 2 | 1 | 0 | 91 | 21 | +70  | 8   |
| 2    | Angleterre | 3 | 2 | 1 | 0 | 68 | 19 | +49  | 8   |
| 3    | Japon      | 3 | 1 | 0 | 2 | 34 | 75 | -41  | 5   |
| 4    | Hong Kong  | 3 | 0 | 0 | 3 | 17 | 95 | -78  | 3   |

|  | Angleterre | 14 - 14 | France | Stade national, Singapour |
|  |            |         |        | Stade national, Singapour |
|  |            |         |        | Stade national, Singapour |

|  | Japon | 27 - 12 | Hong Kong | Stade national, Singapour |
|  |       |         |           | Stade national, Singapour |
|  |       |         |           | Stade national, Singapour |

|  | France | 35 - 7 | Japon | Stade national, Singapour |
|  |        |        |       | Stade national, Singapour |
|  |        |        |       | Stade national, Singapour |

|  | Angleterre | 26 - 5 | Hong Kong | Stade national, Singapour |
|  |            |        |           | Stade national, Singapour |
|  |            |        |           | Stade national, Singapour |

|  | France | 42 - 0 | Hong Kong | Stade national, Singapour |
|  |        |        |           | Stade national, Singapour |
|  |        |        |           | Stade national, Singapour |

|  | Angleterre | 28 - 0 | Japon | Stade national, Singapour |
|  |            |        |       | Stade national, Singapour |
|  |            |        |       | Stade national, Singapour |

### Poule C
| Rang | Pays           | J | V | N | D | Pm  | Pe  | Diff | Pts |
| ---- | -------------- | - | - | - | - | --- | --- | ---- | --- |
| 1    | Afrique du Sud | 3 | 3 | 0 | 0 | 116 | 22  | +94  | 9   |
| 2    | Samoa          | 3 | 2 | 0 | 1 | 91  | 40  | +51  | 7   |
| 3    | Canada         | 3 | 1 | 0 | 2 | 69  | 53  | +16  | 5   |
| 4    | Singapour      | 3 | 0 | 0 | 3 | 7   | 168 | -161 | 3   |

|  | Afrique du Sud | 28 - 17 | Samoa | Stade national, Singapour |
|  |                |         |       | Stade national, Singapour |
|  |                |         |       | Stade national, Singapour |

|  | Canada | 59 - 0 | Singapour | Stade national, Singapour |
|  |        |        |           | Stade national, Singapour |
|  |        |        |           | Stade national, Singapour |

|  | Samoa | 20 - 5 | Canada | Stade national, Singapour |
|  |       |        |        | Stade national, Singapour |
|  |       |        |        | Stade national, Singapour |

|  | Afrique du Sud | 55 - 0 | Singapour | Stade national, Singapour |
|  |                |        |           | Stade national, Singapour |
|  |                |        |           | Stade national, Singapour |

|  | Samoa | 54 - 7 | Singapour | Stade national, Singapour |
|  |       |        |           | Stade national, Singapour |
|  |       |        |           | Stade national, Singapour |

|  | Afrique du Sud | 33 - 5 | Canada | Stade national, Singapour |
|  |                |        |        | Stade national, Singapour |
|  |                |        |        | Stade national, Singapour |

### Poule D
| Rang | Pays         | J | V | N | D | Pm | Pe | Diff | Pts |
| ---- | ------------ | - | - | - | - | -- | -- | ---- | --- |
| 1    | Fidji        | 3 | 3 | 0 | 0 | 83 | 31 | +52  | 9   |
| 2    | Australie    | 3 | 2 | 0 | 1 | 59 | 45 | +14  | 7   |
| 3    | Corée du Sud | 3 | 1 | 0 | 2 | 40 | 57 | -17  | 5   |
| 4    | États-Unis   | 3 | 0 | 0 | 3 | 19 | 68 | -49  | 3   |

|  | Fidji | 31 - 12 | Australie | Stade national, Singapour |
|  |       |         |           | Stade national, Singapour |
|  |       |         |           | Stade national, Singapour |

|  | Corée du Sud | 19 - 7 | États-Unis | Stade national, Singapour |
|  |              |        |            | Stade national, Singapour |
|  |              |        |            | Stade national, Singapour |

|  | Australie | 19 - 14 | Corée du Sud | Stade national, Singapour |
|  |           |         |              | Stade national, Singapour |
|  |           |         |              | Stade national, Singapour |

|  | Fidji | 21 - 12 | États-Unis | Stade national, Singapour |
|  |       |         |            | Stade national, Singapour |
|  |       |         |            | Stade national, Singapour |

|  | Australie | 28 - 0 | États-Unis | Stade national, Singapour |
|  |           |        |            | Stade national, Singapour |
|  |           |        |            | Stade national, Singapour |

|  | Fidji | 31 - 7 | Corée du Sud | Stade national, Singapour |
|  |       |        |              | Stade national, Singapour |
|  |       |        |              | Stade national, Singapour |

## Phase finale
Résultats de la phase finale

### Tournois principaux

#### Cup
|  | Quarts de finale | Quarts de finale |                |    | Demi-finales | Demi-finales |  |  | Finale | Finale |
|  | Quarts de finale | Quarts de finale |                |    | Demi-finales | Demi-finales |  |  | Finale | Finale |
|  |                  |                  |                |    |              |              |  |  |        |        |
|  |                  |                  |                |    |              |              |  |  |        |        |
|  |                  |                  |                |    |              |              |  |  |        |        |
|  | Afrique du Sud   | 21               |                |    |              |              |  |  |        |        |
|  | Afrique du Sud   | 21               |                |    |              |              |  |  |        |        |
|  | Australie        | 7                |                |    |              |              |  |  |        |        |
|  | Australie        | 7                | Afrique du Sud | 24 |              |              |  |  |        |        |
|  |                  |                  | Afrique du Sud | 24 |              |              |  |  |        |        |
|  |                  | France           | 0              |    |              |              |  |  |        |        |
|  | France           | France           | 0              | 20 |              |              |  |  |        |        |
|  | France           |                  |                | 20 |              |              |  |  |        |        |
|  | Nouvelle-Zélande | 17               |                |    |              |              |  |  |        |        |
|  | Nouvelle-Zélande | 17               | Afrique du Sud | 24 |              |              |  |  |        |        |
|  |                  |                  | Afrique du Sud | 24 |              |              |  |  |        |        |
|  |                  | Argentine        | 19             |    |              |              |  |  |        |        |
|  | Argentine        | Argentine        | 19             | 21 |              |              |  |  |        |        |
|  | Argentine        |                  |                | 21 |              |              |  |  |        |        |
|  | Angleterre       | 0                |                |    |              |              |  |  |        |        |
|  | Angleterre       | 0                | Argentine      | 7  |              |              |  |  |        |        |
|  |                  |                  | Argentine      | 7  |              |              |  |  |        |        |
|  |                  | Samoa            | 0              |    |              |              |  |  |        |        |
|  | Samoa            | Samoa            | 0              | 15 |              |              |  |  |        |        |
|  | Samoa            |                  |                | 15 |              |              |  |  |        |        |
|  | Fidji            | 5                |                |    |              |              |  |  |        |        |
|  | Fidji            | 5                |                |    |              |              |  |  |        |        |

#### Bowl
|  | Quarts de finale | Quarts de finale |        |    | Demi-finales | Demi-finales |  |  | Finale | Finale |
|  | Quarts de finale | Quarts de finale |        |    | Demi-finales | Demi-finales |  |  | Finale | Finale |
|  |                  |                  |        |    |              |              |  |  |        |        |
|  |                  |                  |        |    |              |              |  |  |        |        |
|  |                  |                  |        |    |              |              |  |  |        |        |
|  | Écosse           | 31               |        |    |              |              |  |  |        |        |
|  | Écosse           | 31               |        |    |              |              |  |  |        |        |
|  | Hong Kong        | 0                |        |    |              |              |  |  |        |        |
|  | Hong Kong        | 0                | Écosse | 31 |              |              |  |  |        |        |
|  |                  |                  | Écosse | 31 |              |              |  |  |        |        |
|  |                  | Corée du Sud     | 7      |    |              |              |  |  |        |        |
|  | Corée du Sud     | Corée du Sud     | 7      | 14 |              |              |  |  |        |        |
|  | Corée du Sud     |                  |        | 14 |              |              |  |  |        |        |
|  | Singapour        | 5                |        |    |              |              |  |  |        |        |
|  | Singapour        | 5                | Écosse | 34 |              |              |  |  |        |        |
|  |                  |                  | Écosse | 34 |              |              |  |  |        |        |
|  |                  | Canada           | 5      |    |              |              |  |  |        |        |
|  | Canada           | Canada           | 5      | 24 |              |              |  |  |        |        |
|  | Canada           |                  |        | 24 |              |              |  |  |        |        |
|  | États-Unis       | 7                |        |    |              |              |  |  |        |        |
|  | États-Unis       | 7                | Canada | 22 |              |              |  |  |        |        |
|  |                  |                  | Canada | 22 |              |              |  |  |        |        |
|  |                  | Japon            | 17     |    |              |              |  |  |        |        |
|  | Japon            | Japon            | 17     | 29 |              |              |  |  |        |        |
|  | Japon            |                  |        | 29 |              |              |  |  |        |        |
|  | Malaisie         | 0                |        |    |              |              |  |  |        |        |
|  | Malaisie         | 0                |        |    |              |              |  |  |        |        |

### Matchs de classement

#### Plate
|  | Demi-finales     | Demi-finales     |       |    | Finale | Finale |
|  | Demi-finales     | Demi-finales     |       |    | Finale | Finale |
|  |                  |                  |       |    |        |        |
|  |                  |                  |       |    |        |        |
|  |                  |                  |       |    |        |        |
|  | Fidji            | 19               |       |    |        |        |
|  | Fidji            | 19               |       |    |        |        |
|  | Angleterre       | 5                |       |    |        |        |
|  | Angleterre       | 5                | Fidji | 19 |        |        |
|  |                  |                  | Fidji | 19 |        |        |
|  |                  | Nouvelle-Zélande | 15    |    |        |        |
|  | Nouvelle-Zélande | Nouvelle-Zélande | 15    | 29 |        |        |
|  | Nouvelle-Zélande |                  |       | 29 |        |        |
|  | Australie        | 0                |       |    |        |        |
|  | Australie        | 0                |       |    |        |        |

#### Shield
|  | Demi-finales | Demi-finales |           |    | Finale | Finale |
|  | Demi-finales | Demi-finales |           |    | Finale | Finale |
|  |              |              |           |    |        |        |
|  |              |              |           |    |        |        |
|  |              |              |           |    |        |        |
|  | Hong Kong    | 19           |           |    |        |        |
|  | Hong Kong    | 19           |           |    |        |        |
|  | Singapour    | 12           |           |    |        |        |
|  | Singapour    | 12           | Hong Kong | 24 |        |        |
|  |              |              | Hong Kong | 24 |        |        |
|  |              | États-Unis   | 21        |    |        |        |
|  | États-Unis   | États-Unis   | 21        | 21 |        |        |
|  | États-Unis   |              |           | 21 |        |        |
|  | Malaisie     | 17           |           |    |        |        |
|  | Malaisie     | 17           |           |    |        |        |

## Bilan
Statistiques sportives
- Meilleur marqueur du tournoi :
- Meilleur réalisateur du tournoi :

Affluences